# TT Assen 1972
De TT van Assen 1972 was de zevende race van het wereldkampioenschap wegrace-seizoen 1972. De race werd verreden op 24 juni 1972 op het TT-Circuit Assen nabij Assen, Nederland. De race werd traditioneel op de laatste zaterdag van juni verreden.

## 500 cc
In de 500cc-klasse verwachtte men niet veel spanning vanwege de overmacht van Giacomo Agostini en zijn MV Agusta 500 3C, maar toch kwam die er in de training, toen Dave Simmonds met zijn Kawasaki H 1 R exact dezelfde kwalificatietijd reed. Alberto Pagani (MV Agusta) was 0,1 seconden langzamer dan Agostini en Simmonds. Rob Bron brak tijdens de training een pols en een onderarm, waardoor hij voorlopig uitgeschakeld was, maar Wil Hartog zette zijn 352cc-Yamaha TR 3 op de 7e startplaats. Hij maakte echter een bliksemstart en kwam na de eerste ronde als tweede door, nadat hij zelfs even de leiding in handen gehad had. Na twee ronden was Hartog echter al door een vastloper uitgevallen. Nu kwam Simmonds op de tweede plaats, gevolgd door Bruno Kneubühler (Yamaha), Chas Mortimer (Yamaha) en Alberto Pagani. Simmonds kreeg problemen door een gescheurde uitlaat waardoor eerst Pagani en daarna Kneubühler hem passeerden. Agostini was niet meer te achterhalen, en Pagani ook niet, want hij finishte 10 seconden voor Kneubühler.

### Uitslag 500 cc
| Pos | Coureur             | Merk        | Tijd          | Punten        |
| --- | ------------------- | ----------- | ------------- | ------------- |
| 1   | Giacomo Agostini    | MV Agusta   | 1h 03' 33" 3  | 15            |
| 2   | Alberto Pagani      | MV Agusta   | +1' 57" 6     | 12            |
| 3   | Bruno Kneubühler    | Yamaha      | +2' 07" 5     | 10            |
| 4   | Dave Simmonds       | Kawasaki    |               | 8             |
| 5   | Chas Mortimer       | Yamaha      |               | 6             |
| 6   | Jack Findlay        | JADA-Suzuki |               | 5             |
| 7   | Jerry Lancaster     | Yamaha      |               | 4             |
| 8   | Paul Eickelberg     | König       |               | 3             |
| 9   | Billie Nelson       | Yamaha      |               | 2             |
| 10  | Guido Mandracci     | Suzuki      | +1 ronde      | 1             |
| 11  | Lothar John         | Yamaha      | +1 ronde      |               |
| 12  | Kim Newcombe        | König       | +1 ronde      |               |
| 13  | Kurt-Ivan Carlsson  | Kawasaki    | +1 ronde      |               |
| 14  | Ernst Hiller        | Kawasaki    | +1 ronde      |               |
| 15  | Willi Bertsch       | Kawasaki    | +2 ronden     |               |
| 16  | Godfrey Nash        | Honda       | +4 ronden     |               |
| DNS | Rob Bron            | Suzuki      | gebroken pols | gebroken pols |
| DNF | Bo Granath          | Husqvarna   |               |               |
| DNF | Kurt-Harald Florin  | König       |               |               |
| DNF | Steve Ellis         | Yamaha      |               |               |
| DNF | Kai Kuparinen       | Kawasaki    |               |               |
| DNF | Keith Turner        | Suzuki      |               |               |
| DNF | John Dodds          | König       |               |               |
| DNF | Wil Hartog          | Yamaha      | vastloper     |               |
| DNF | Piet van der Wal    | Kawasaki    |               |               |
| DNF | Christian Bourgeois | Yamaha      |               |               |
| DNF | Gyula Marsovszky    | Linto       |               |               |
| DNF | Ron Chandler        | Kawasaki    |               |               |
| DNF | Eric Offenstadt     | Yamaha      |               |               |

## 350 cc
In Assen trainde Giacomo Agostini (MV Agusta) met afstand als snelste, maar tijdens de eerste ronden bekeek hij het gevecht tussen János Drapál (Yamaha), Renzo Pasolini (Aermacchi) en Phil Read (MV Agusta) van de achterkant. Agostini had weer de MV viercilinder tot zijn beschikking, Read de driecilinder. Al snel ging de strijd om de leiding alleen nog tussen Pasolini en Read, toen Drapál terugviel naar de vierde plaats. Jarno Saarinen (Yamaha) was toen nog slechts zesde, want hij was met nieuwe, niet ingereden banden gestart en moest enkele ronden kalm aan doen. Na vier ronden lag Agostini aan de leiding, gevolgd door Pasolini en Read. In de zevende ronde werd Read zelfs gepasseerd door Saarinen en in de laatste meters van de race, in de kniebocht, ook nog door Dieter Braun (Yamaha). Agostini won de race, Saarinen werd tweede en Pasolini derde.

### Uitslag 350 cc
| Pos | Coureur             | Merk      | Tijd         | Punten |
| --- | ------------------- | --------- | ------------ | ------ |
| 1   | Giacomo Agostini    | MV Agusta | 1h 03' 02" 9 | 15     |
| 2   | Jarno Saarinen      | Yamaha    | +21" 8       | 12     |
| 3   | Renzo Pasolini      | Aermacchi | +32" 5       | 10     |
| 4   | Dieter Braun        | Yamaha    |              | 8      |
| 5   | Phil Read           | MV Agusta |              | 6      |
| 6   | Hideo Kanaya        | Yamaha    |              | 5      |
| 7   | Jack Findlay        | Yamaha    |              | 4      |
| 8   | Teuvo Länsivuori    | Yamaha    |              | 3      |
| 9   | Bruno Kneubühler    | Yamaha    | +1 ronde     | 2      |
| 10  | Christian Bourgeois | Yamaha    | +1 ronde     | 1      |
| 11  | Ron Chandler        | Yamaha    | +1 ronde     |        |
| 12  | Billie Nelson       | Yamaha    | +1 ronde     |        |
| 13  | Bo Granath          | Yamaha    | +1 ronde     |        |
| 14  | Kurt-Ivan Carlsson  | Yamaha    | +1 ronde     |        |
| 15  | Nico van der Zanden | Yamaha    | +1 ronde     |        |
| DNF | János Drapál        | Yamaha    |              |        |

## 250 cc
Erg spannend was de 250cc-race in Assen niet. Rodney Gould startte enorm snel en bouwde een voorsprong op die door niemand meer te dichten was. Phil Read reed enkele ronden op de tweede plaats, maar moest door een te lange gearing Renzo Pasolini en Jarno Saarinen voor laten gaan. Zij werden dan ook tweede en derde.

### Uitslag 250 cc
| Pos | Coureur           | Merk      | Tijd      | Punten |
| --- | ----------------- | --------- | --------- | ------ |
| 1   | Rodney Gould      | Yamaha    | 54' 07" 4 | 15     |
| 2   | Renzo Pasolini    | Aermacchi | +6" 5     | 12     |
| 3   | Jarno Saarinen    | Yamaha    | +25"      | 10     |
| 4   | Phil Read         | Yamaha    |           | 8      |
| 5   | Guido Mandracci   | Yamaha    |           | 6      |
| 6   | Oronzo Memola     | Yamaha    |           | 5      |
| 7   | Silvio Grassetti  | MZ        |           | 4      |
| 8   | Teuvo Länsivuori  | Yamaha    |           | 3      |
| 9   | Tony Rutter       | Yamaha    |           | 2      |
| 10  | Hideo Kanaya      | Yamaha    |           | 1      |
| 11  | Derek Chatterton  | Yamaha    |           |        |
| 12  | Marcel Ankoné     | Yamsel    | +1 ronde  |        |
| 13  | Börje Jansson     | Yamaha    | +1 ronde  |        |
| 14  | Wil Hartog        | Yamaha    | +1 ronde  |        |
| 15  | Jerry Lancaster   | Yamsel    | +1 ronde  |        |
| 16  | Barry Randle      | Yamaha    | +1 ronde  |        |
| 17  | Seppo Kangasniemi | Yamaha    | +1 ronde  |        |

## 125 cc
In Assen bleek nog eens hoe snel de Yamaha RA 31 viercilinder in 1968 was geweest. Bill Ivy reed toen een ronderecord van 3.17,7. In 1972 was Ángel Nieto met zijn Derbi in de training 3½ seconde sneller dan Dave Simmonds (Kawasaki), maar toch nog steeds bijna 14 seconden langzamer dan Ivy vier jaar eerder was geweest. Simmonds was weer 5 seconden sneller dan Harold Bartol (Suzuki), waaruit bleek dat de verschillen groot waren. Börje Jansson kreeg een aanbod om de overleden Gilberto Parlotti bij Morbidelli te vervangen, maar hij werd gehouden aan zijn contract met Maico. Nieto startte slecht omdat de Derbi moeilijk op toeren kwam, maar Bartol was met zijn oude Suzuki RT 67 juist als snelste weg. Hij werd al gauw ingehaald door Kent Andersson en het duurde ook niet lang tot Nieto aan het wiel van Andersson zat. Bij de eerste doorkomst reed Jos Schurgers op de derde plaats. Andersson en Nieto sloegen een flink gat, maar Andersson viel uit met een defecte motor. Schurgers werd gepasseerd door Jansson, Bartol, Buscherini (Malanca) en Simmonds. In de vierde ronde moest Bartol opgeven. Buscherini moest te veel risico nemen om Jansson en Simmonds te volgen en viel in de zevende ronde. Jos Schurgers werd nog ingehaald door Chas Mortimer, maar die was door zijn gebrek aan onderdelen gestart met een onwillige versnellingsbak die dan ook stuk ging. Nieto won met 10 seconden voorsprong op Börje Jansson, Dave Simmonds werd derde en Jos Schurgers werd vierde. Dat was een geweldige prestatie, want hoewel zijn machine te boek stond als een "Bridgestone", had Schurgers hem helemaal zelf gebouwd.

### Uitslag 125 cc
| Pos | Coureur           | Merk        | Tijd            | Punten          |
| --- | ----------------- | ----------- | --------------- | --------------- |
| 1   | Ángel Nieto       | Derbi       | 48' 06" 1       | 15              |
| 2   | Börje Jansson     | Maico       | +20" 2          | 12              |
| 3   | Dave Simmonds     | Kawasaki    | +20" 5          | 10              |
| 4   | Jos Schurgers     | Bridgestone |                 | 8               |
| 5   | Cees van Dongen   | Yamaha      |                 | 6               |
| 6   | Günter Fischer    | Maico       |                 | 5               |
| 7   | Steve Machin      | Yamaha      |                 | 4               |
| 8   | Lothar John       | Yamaha      |                 | 3               |
| 9   | Bert Nijland      | Maico       | +1 ronde        | 2               |
| 10  | Rolf Minhoff      | Maico       | +1 ronde        | 1               |
| 11  | Jan Zoombelt      | Maico       | +1 ronde        |                 |
| 12  | László Szabó      | MZ          | +1 ronde        |                 |
| 13  | Seppo Kangasniemi | Maico       | +1 ronde        |                 |
| DNF | Harald Bartol     | Suzuki      |                 |                 |
| DNF | Kent Andersson    | Yamaha      | motor           |                 |
| DNF | Otello Buscherini | Malanca     | val             |                 |
| DNF | Chas Mortimer     | Yamaha      | versnellingsbak | versnellingsbak |

## 50 cc
In Assen lukte het Jan de Vries wéér niet om zijn thuisrace te winnen. Zijn Van Veen-Kreidler trok wat beter tegen de vrij harde wind in, maar de Derbi van Ángel Nieto liep met de wind in de rug harder. Ze sloegen samen meteen een groot gat met de concurrentie en Nieto liet al een paar keer zien dat hij vanuit de kniebocht slipstreamend voorbij de Vries kon komen. In de laatste ronde had de Vries een behoorlijke voorsprong, maar Nieto wist het gat te dichten, in de kniebocht te passeren en te winnen. Nieto en de Vries hadden bijna twee minuten voorsprong op de derde man, Harald Bartol (Kreidler). Tijdens de 50cc-race van Assen keerde Paul Lodewijkx (die al een internationale race in Zandvoort had gereden) terug na zijn zware ongeval in 1969. Hij had in de trainingen in Assen al grote problemen met zijn Jamathi en viel in de tweede ronde uit.

### Uitslag 50 cc
| Pos | Coureur            | Merk              | Tijd      | Punten |
| --- | ------------------ | ----------------- | --------- | ------ |
| 1   | Ángel Nieto        | Derbi             | 29' 23" 5 | 15     |
| 2   | Jan de Vries       | Van Veen-Kreidler | +0" 3     | 12     |
| 3   | Harald Bartol      | Kreidler          | +1' 54" 4 | 10     |
| 4   | Theo Timmer        | Jamathi           |           | 8      |
| 5   | Gerhard Thurow     | Kreidler          |           | 6      |
| 6   | Jan Huberts        | Kreidler          |           | 5      |
| 7   | Hans-Jürgen Hummel | Kreidler          |           | 4      |
| 8   | Aalt Toersen       | Derbi             |           | 3      |
| 9   | Ton Daleman        | Roton             |           | 2      |
| 10  | Rudolf Kunz        | Kreidler          |           | 1      |
| 11  | Cees van Dongen    | Kreidler          |           |        |
| 12  | Ulrich Graf        | Kreidler          |           |        |
| 13  | Rolf Minhoff       | Maico             |           |        |
| 14  | Lars Persson       | Monark            |           |        |
| 15  | Ryszard Mankiewicz | Kreidler          | +1 ronde  |        |
| 16  | Siegfried Lohmann  | Kreidler          | +1 ronde  |        |
| 17  | Walter Däuwel      | Kreidler          | +1 ronde  |        |
| 18  | Wolfgang Golembeck | Kreidler          | +1 ronde  |        |
| 19  | Manfred Kugler     | Kreidler          | +1 ronde  |        |
| DNF | Paul Lodewijkx     | Jamathi           |           |        |
| DNF | Henk van Kessel    | Kreidler          |           |        |

## Zijspanklasse
Klaus Enders kondigde in september 1971 zijn comeback in de zijspanklasse aan, na een jaar afwezigheid waarin hij aan autosport deed. Ook zijn bakkenist Ralf Engelhardt keerde terug. In Assen stonden Enders/Engelhardt, Schauzu/Kalauch en Vincent/Casey op de eerste startrij, maar ook Rudi Kurth met zijn levensgezellin Dane Rowe en hun Cat-racer met Crescent buitenboordmotor. Opmerkelijk was de snelle start van Tony Wakefield en Alex MacFadzean met hun BMW, die eigenlijk bij wijze van vakantie aan de TT van Assen en de GP van België deelnamen. Zij werden dan ook al in de eerste ronde gepasseerd door vijf combinaties. Kurth/Rowe kwamen na de eerste ronde als leiders door, maar vielen meteen daarna uit door een losgeslagen contragewicht van de ontstekingsmagneet. Vincent nam de leiding, gevolgd door Enders. In de vijfde ronde nam Enders de leiding over en halverwege de race lag het hele veld, dat nog slechts uit 9 combinaties bestond, ver uit elkaar. Pas in de laatste ronden begon Vincent weer wat aan te dringen bij Enders, maar hij kwam er niet meer bij. Enders/Engelhardt wonnen, Vincent/Casey werden tweede en Schauzu/Kalauch werden derde. Slechts acht combinaties haalden de finish.

### Uitslag zijspanklasse
| Pos | Coureur           | Bakkenist        | Merk         | Tijd       | Punten     |
| --- | ----------------- | ---------------- | ------------ | ---------- | ---------- |
| 1   | Klaus Enders      | Ralf Engelhardt  | Busch-BMW    | 48' 33" 7  | 15         |
| 2   | Chris Vincent     | Michael Casey    | Münch-URS    | +1" 1      | 12         |
| 3   | Siegfried Schauzu | Wolfgang Kalauch | BMW          | +1' 18" 8  | 10         |
| 4   | Richard Wegener   | Adi Heinrichs    | BMW          |            | 8          |
| 5   | Tony Wakefield    | Alex MacFadzean  | BMW          |            | 6          |
| 6   | Wolfgang Klenk    | Norbert Scherer  | BMW          | +1 ronde   | 5          |
| 7   | Gustav Pape       | Franz Kallenberg | BMW          | +1 ronde   | 4          |
| 8   | Karl Venus        | Rainer Gundel    | BMW          | +1 ronde   | 3          |
| DNF | Rudi Kurth        | Dane Rowe        | CAT-Crescent | ontsteking | ontsteking |

1925 · 1926 · 1927 · 1928 · 1929 · 1930 · 1931 · 1932 · 1933 · 1934 · 1935 · 1936 · 1937 · 1938 · 1939 · 1940–1945 · 1946 · 1947 · 1948 · 1949 · 1950 · 1951 · 1952 · 1953 · 1954 · 1955 · 1956 · 1957 · 1958 · 1959 · 1960 · 1961 · 1962 · 1963 · 1964 · 1965 · 1966 · 1967 · 1968 · 1969 · 1970 · 1971 · 1972 · 1973 · 1974 · 1975 · 1976 · 1977 · 1978 · 1979 · 1980 · 1981 · 1982 · 1983 · 1984 · 1985 · 1986 · 1987 · 1988 · 1989 · 1990 · 1991 · 1992 · 1993 · 1994 · 1995 · 1996 · 1997 · 1998 · 1999 · 2000 · 2001 · 2002 · 2003 · 2004 · 2005 · 2006 · 2007 · 2008 · 2009 · 2010 · 2011 · 2012 · 2013 · 2014 · 2015 · 2016 · 2017 · 2018 · 2019 · 2021 · 2022 · 2023 · 2024 · 2025